# Bulbophyllum omerandrum
Bulbophyllum omerandrum é uma espécie de orquídea (família Orchidaceae) pertencente ao gênero Bulbophyllum. Foi descrita por Bunzo Hayata em 1914.